# Palpomyia valouisensis
Palpomyia valouisensis är en tvåvingeart som beskrevs av Clastrier 1962. Palpomyia valouisensis ingår i släktet Palpomyia och familjen svidknott. Inga underarter finns listade i Catalogue of Life.